# Serratula tinctoria
La cerretta comune (nome scientifico Serratula tinctoria L., 1753)  è una pianta erbacea angiosperma dicotiledone, perenne appartenente alla famiglia delle Asteraceae.

## Etimologia
Il nome del genere (Serratula) deriva dal diminutivo latino serra (= sega) e fa riferimento al margine seghettato delle foglie. La seconda parte del nome scientifico (tinctoria) si riferisce al fatto che queste piante sono usate nell'industria della tintura.

Il binomio scientifico della pianta di questa voce è stato proposto da Carl von Linné (1707 – 1778) biologo e scrittore svedese, considerato il padre della moderna classificazione scientifica degli organismi viventi, nella pubblicazione "Species Plantarum" del 1753.

## Descrizione

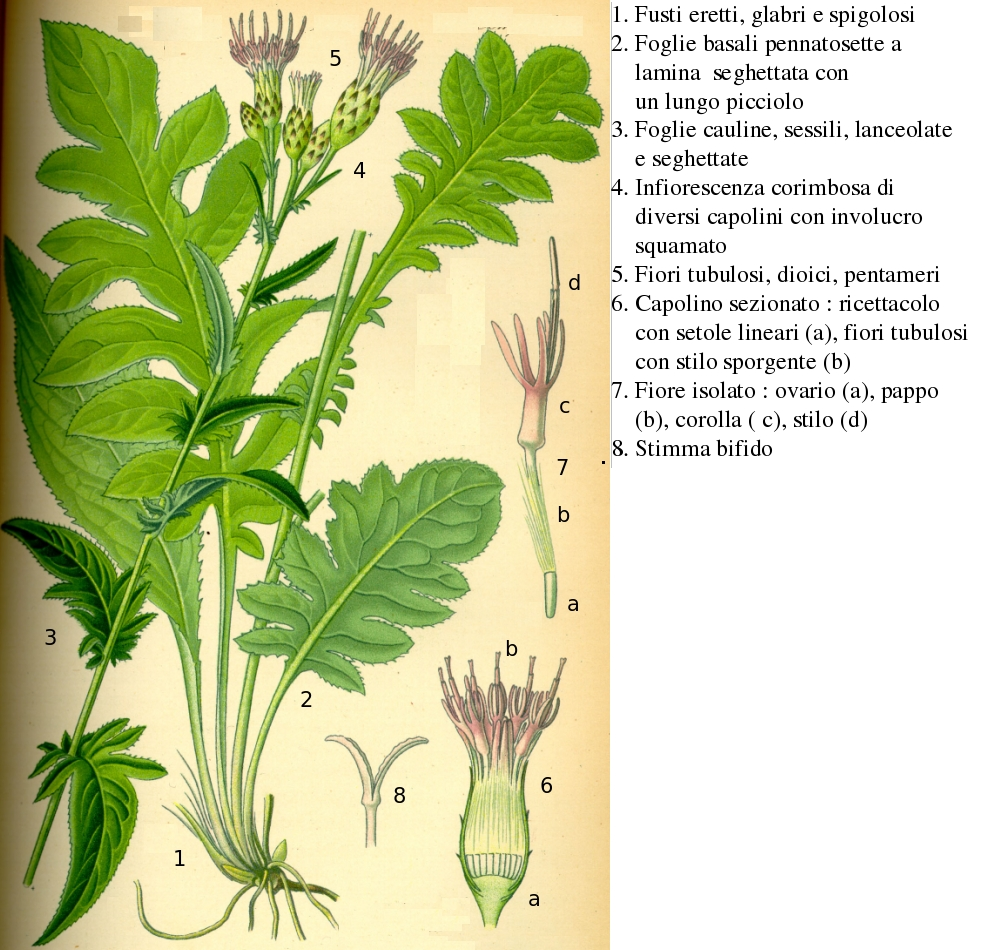
Descrizione delle parti della pianta

La Cerretta può arrivare fino a 1 metro di altezza (normalmente va da 4 dm a 10 dm; sembra che in condizioni particolarmente favorevoli siano stati trovati individui alti alcuni metri) e può originare degli arbusti di forma più o meno arrotondata (è considerata una pianta rustica a sviluppo arbustivo). È una pianta quasi glabra. La forma biologica della specie è emicriptofita scaposa ("H scap") : ossia è una pianta perennante tramite gemme posizionate al livello del terreno con fusto allungato e mediamente foglioso. Sono considerate piante sempreverdi (mantengono le foglie tutto l'anno se il clima è abbastanza mite). È una pianta dioica, più esattamente è ginodioica (si presenta cioè o solo con fiori femminili, oppure tutti i fiori sono ermafroditi).

### Fusto
Il fusto è eretto e rigido, un po' angoloso e ramoso (i rami sono divaricati con piccole angolature); inoltre nella parte terminale è ispido.

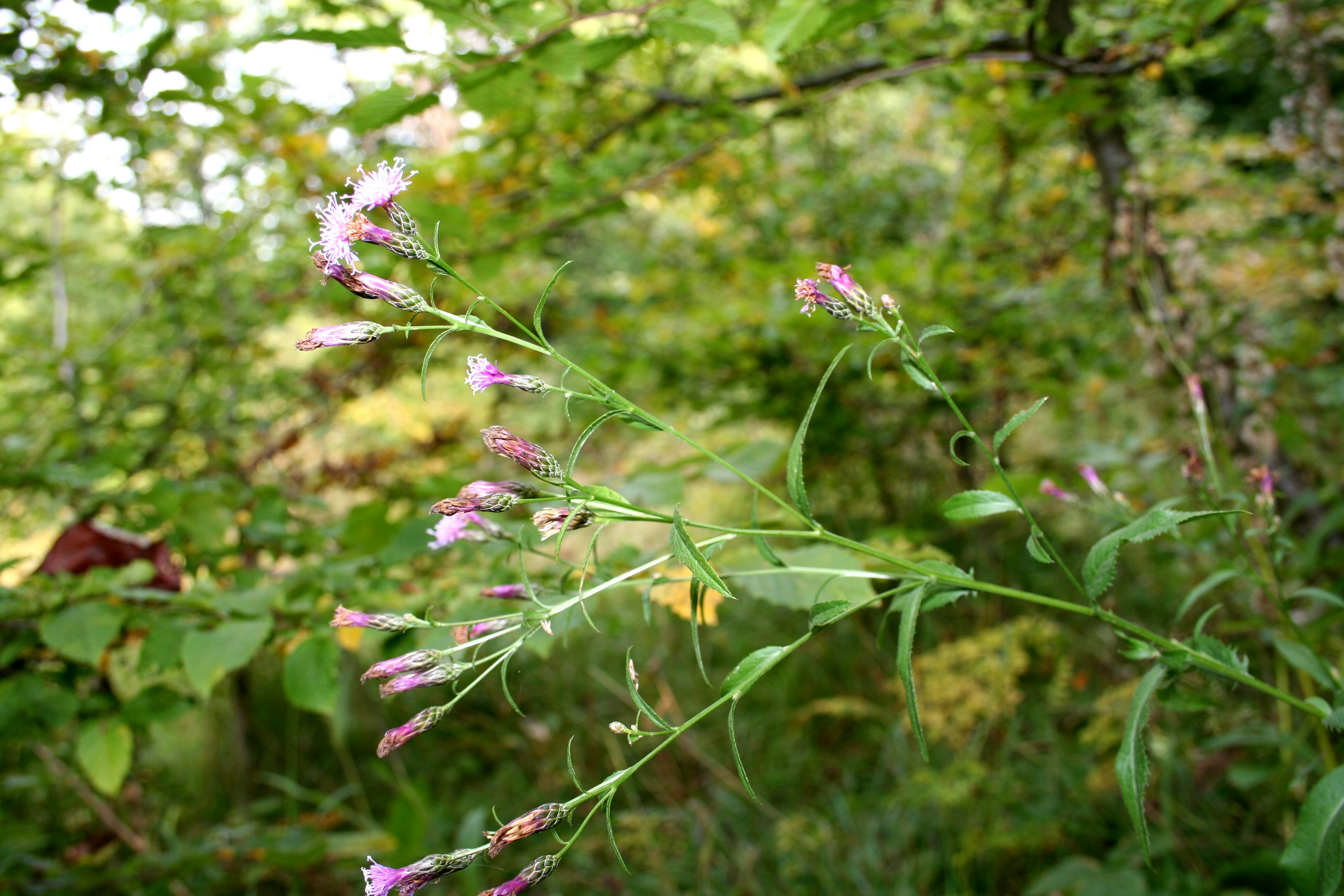
Portamento Località: Val Piana, Limana (BL), 850 m s.l.m.- Settembre 2006
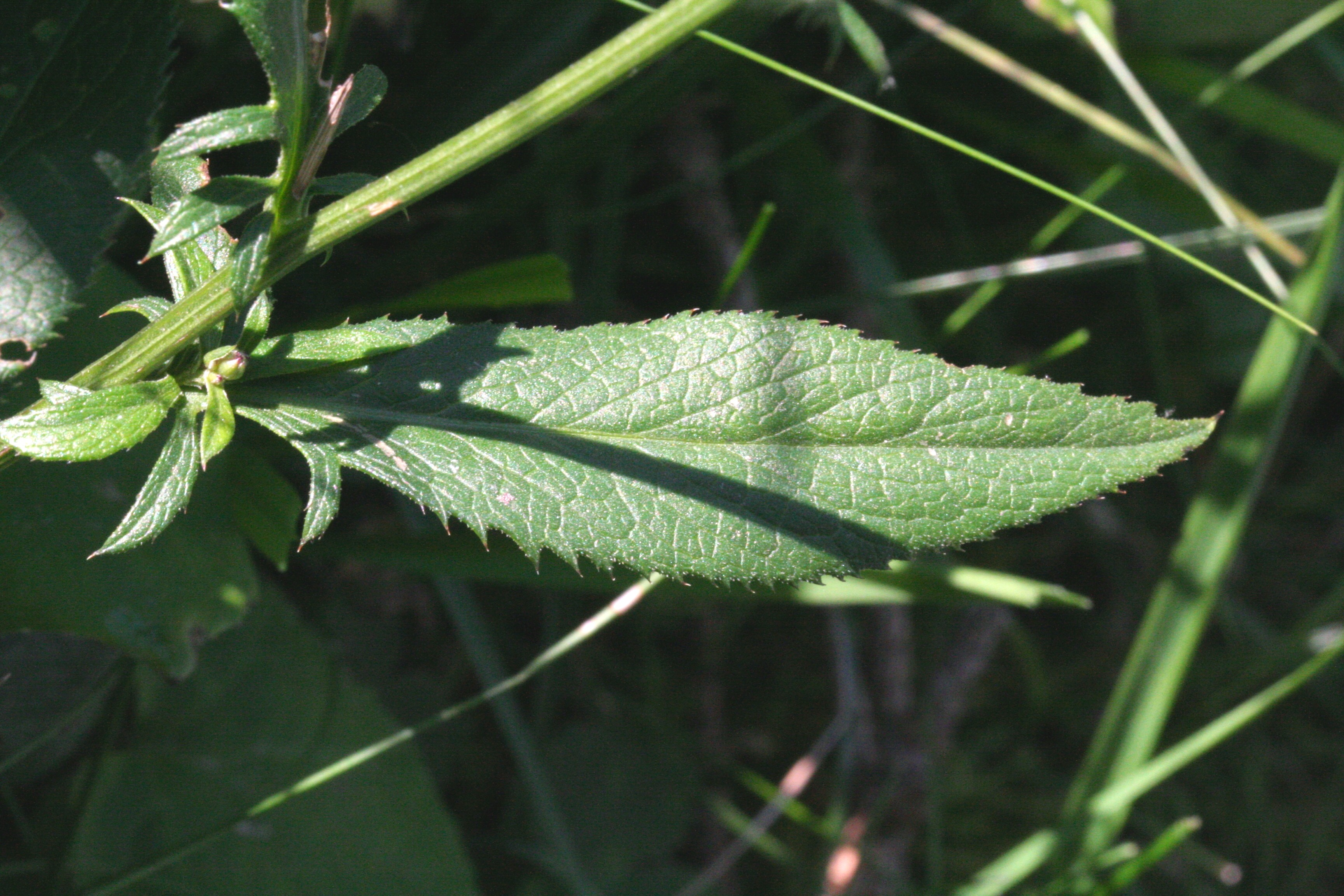
Foglia caulina Località: Val Piana, Limana (BL), 850 m s.l.m.- Settembre 2006
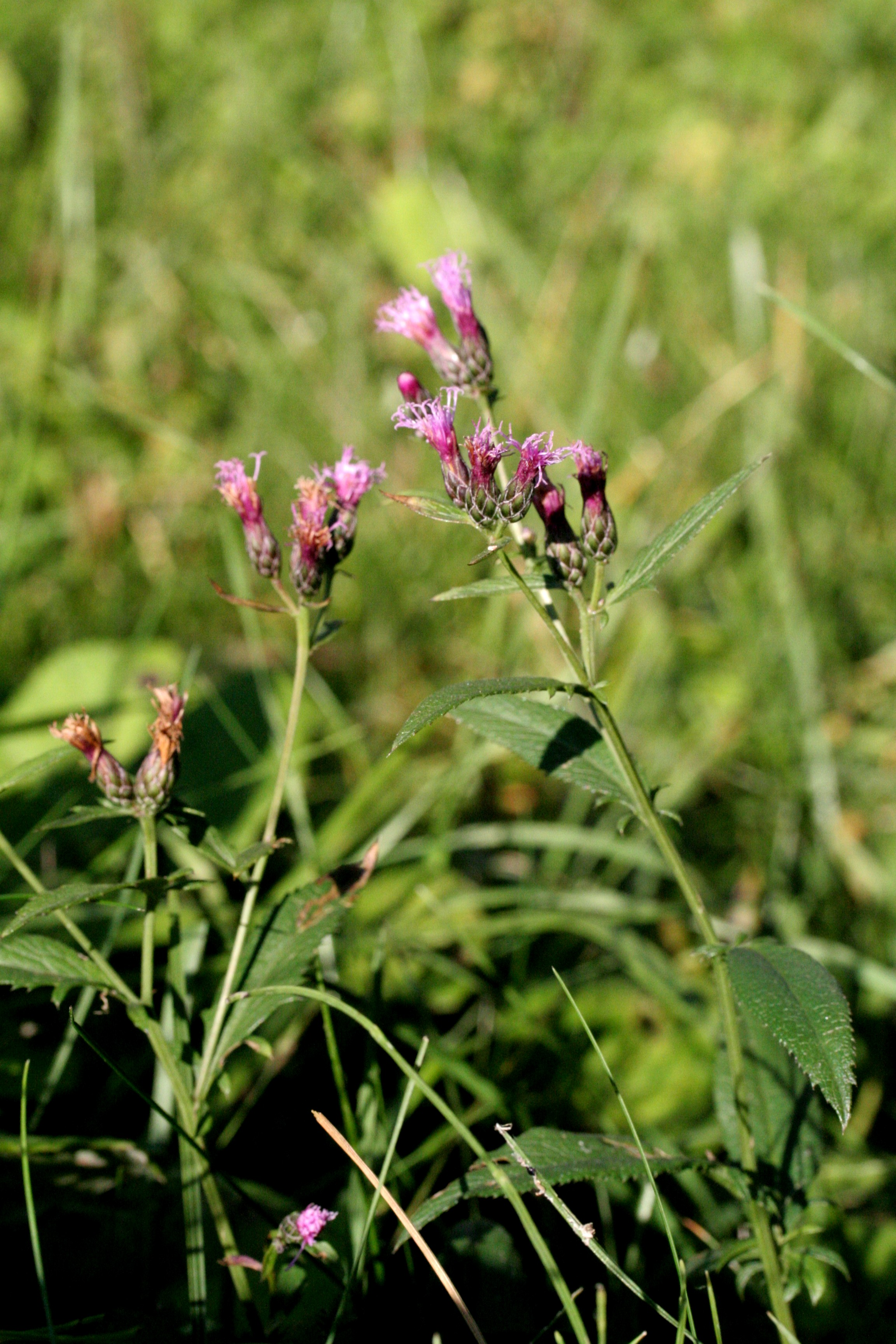
Infiorescenza corimbosa terminale Località: Val Piana, Limana (BL), 850 m s.l.m.- Ottobre 2008

### Foglie
Il bordo delle foglie è finemente seghettato (piccoli ma acuti denti).
- Foglie basali: le foglie basali sono ellittiche e picciolate; sono inoltre pennatosette (i segmenti centrali sono più o meno uguali fra di loro e di forma lanceolata).
- Foglie cauline: le foglie cauline mediane e superiori sono sessili, a lamina intera oppure pennatosette con il lobo apicale molto più sviluppato di quelli laterali. Le foglie lungo il fusto sono disposte in modo alterno.

Dimensione delle foglie basali: larghezza 2 – 3 cm, lunghezza 7 – 10 cm. Lunghezza del picciolo: 8 – 15 cm.

### Infiorescenza
L'infiorescenza è composta da 2 – 5 capolini (tipica struttura delle Asteraceae) formati da diversi fiori; ogni capolino è sorretto da un involucro a forma obconica composto da 4 - 7 serie di brattee (o squame) scariose disposte in modo embricato. I capolini sono subsessili e ravvicinati tra di loro, all'apice del fusto, a formare quasi un corimbo. L'involucro ha una forma più o meno ovoide; le squame dell'involucro sono prive di appendici (organi apicali sporgenti dall'involucro) e sono screziate di purpureo scuro o verde a seconda delle sottospecie; quelle inferiori (le più esterne) sono più ovate, brevemente mucronate e sempre più corte (procedendo verso il basso – considerando quindi quelle più esterne); mentre quelle superiori (le più interne) sono allungate e strette e presentano una punta quasi membranosa. Il ricettacolo  è stipato di setole lineari. Dimensione dell'involucro: lunghezza 1 – 2 cm; diametro 8 – 10 mm.

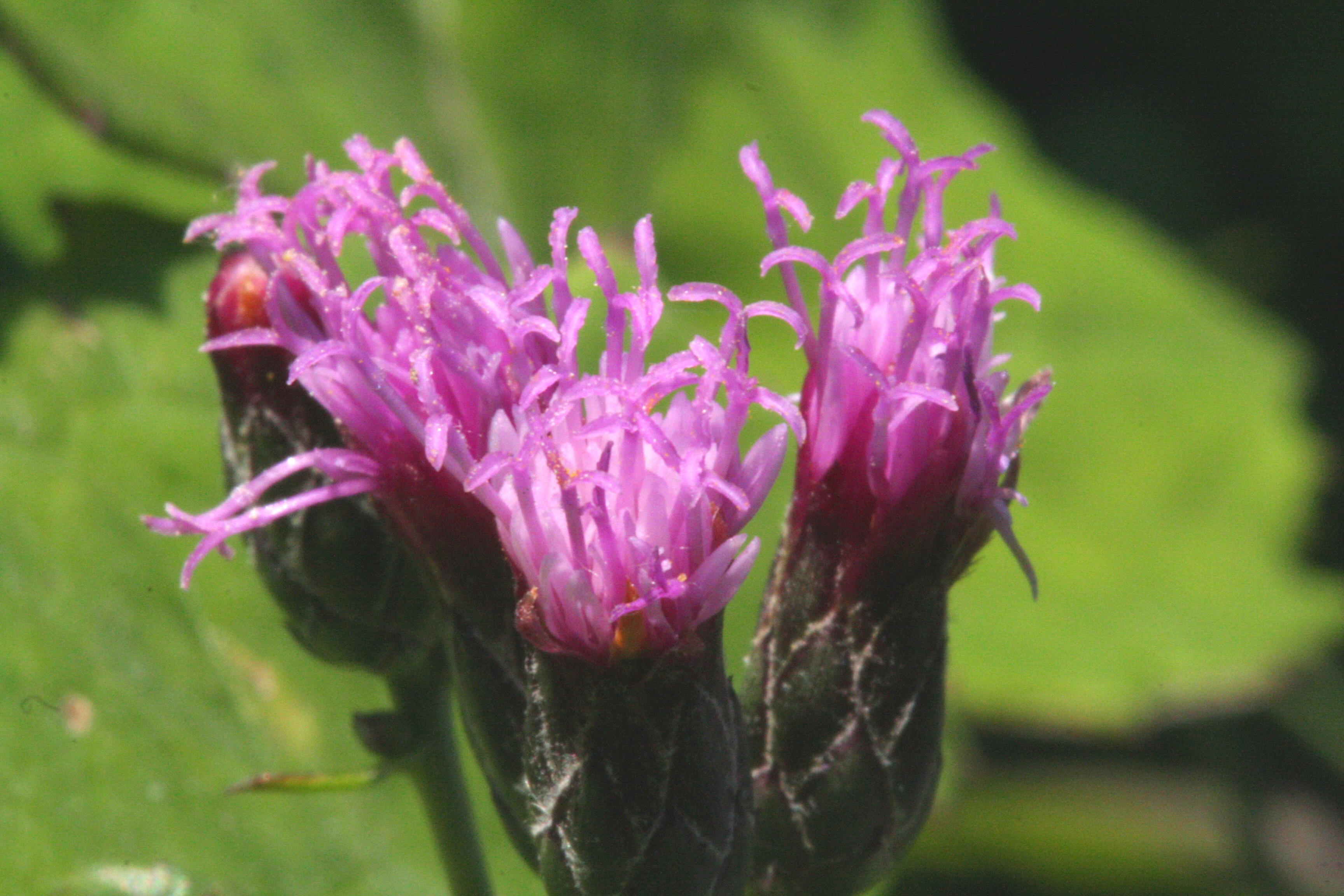
Capolini con fiori tubulosi Località: Val Piana, Limana (BL), 850 m s.l.m.- Ottobre 2008
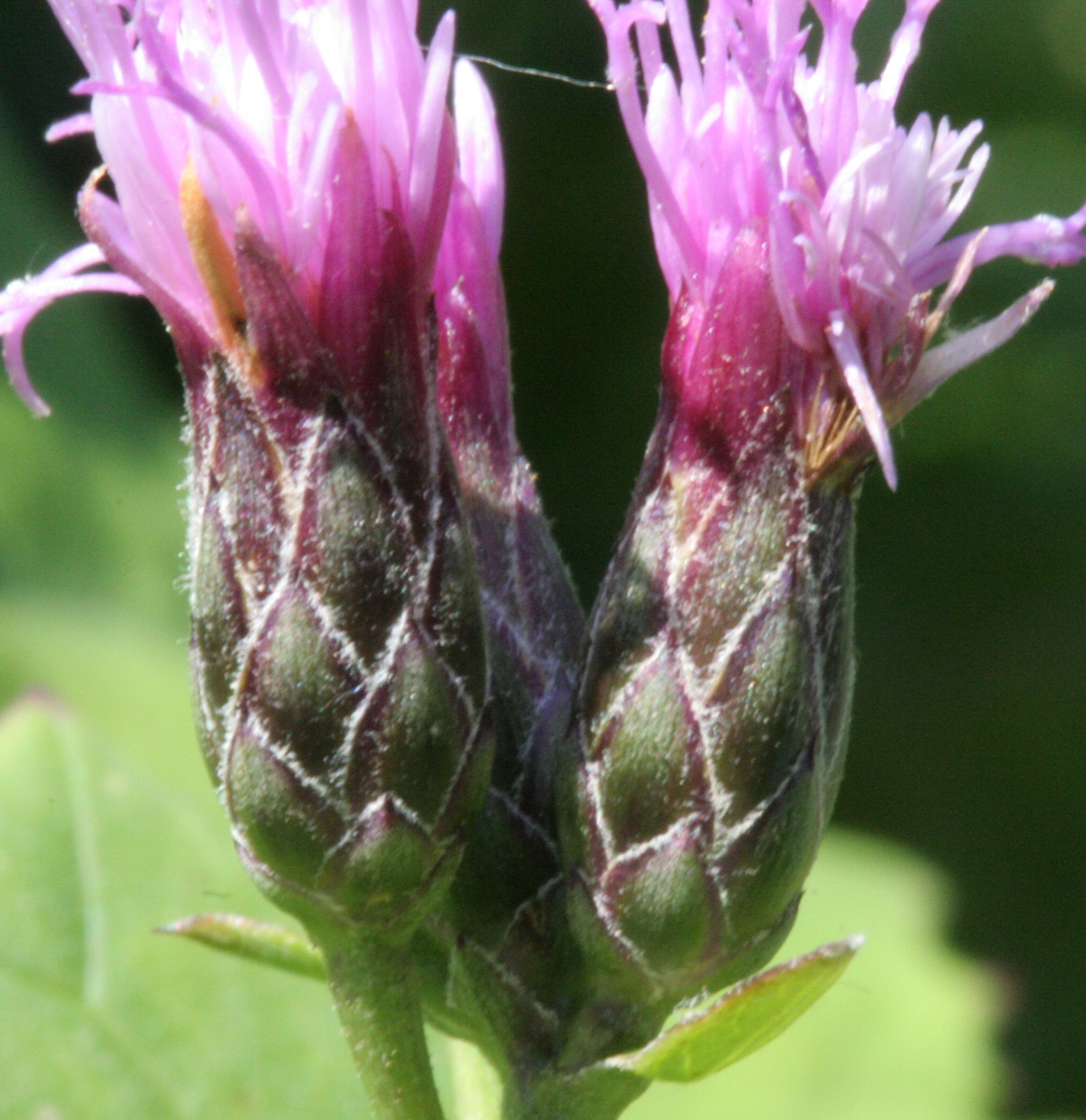
Involucro con squame Località: Val Piana, Limana (BL), 850 m s.l.m.- Ottobre 2008
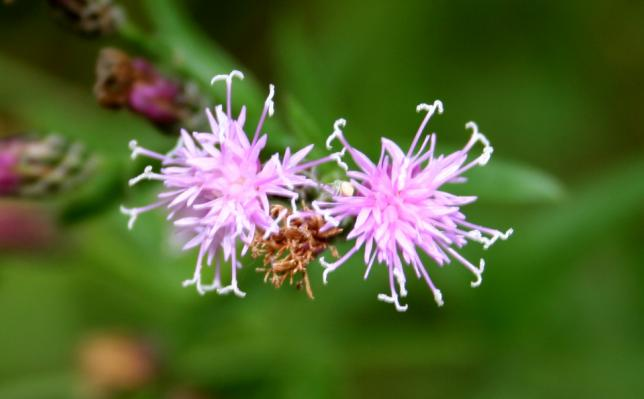
Stili con stimmi bifidi sporgenti Località: Val Piana, Limana (BL), 850 m s.l.m.- Settembre 2006

### Fiori
I fiori sono tutti del tipo tubuloso(il tipo ligulato, i fiori del raggio, presente nella maggioranza delle Asteraceae,  qui è assente),   sono inoltre tetra-ciclici (calice – corolla – androceo – gineceo) e pentameri. Raramente possono essere presenti dei fiori periferici sterili.
- Formula fiorale:

- /x K {\displaystyle \infty }, [C (5), A (5)], G 2 (infero), achenio

- Calice: i sepali sono ridotti ad una coroncina di squame.
- Corolla: la corolla è tubulosa con lembo a 5 lacinie (corolla quinquefida); la lunghezza dei denti corollini è uguale a quella del tubo; il colore è rosso – vinoso (raramente bianco) oppure rosa carico.
- Androceo: gli stami sono 5; i filamenti staminali sono papillosi e le antere terminano con appendice ottusa; alla base sono sagittate (a forma di freccia stilizzata).
- Gineceo: gli stimmi (di 0,7 mm) dello stilo sono due e divergono lungamente (di 1 – 2 mm) al di fuori del tubo corollino; l'ovario è infero uniloculare formato da 2 carpelli.
- Fioritura: la fioritura va da luglio a ottobre.

### Frutti
Il frutto è un achenio dal colore grigio – rossiccio e di forma ovalo–allungato (assai più lungo che largo – consiste grosso modo in un cono rovesciato) lievemente compresso con pappo formato da lunghi peli denticolati di colore fulvo-chiaro. Questi ultimi sono disposti in più ranghi e i più lunghi sono quelli appartenenti ai ranghi più interni; la lunghezza dei peli eguaglia quella del resto del frutto. Ciascuna delle due facce della capsula presenta una costola longitudinale. Le capsule sul ricettacolo  sono inserite obliquamente. Dimensione del frutto: 4 – 6 mm; lunghezza del pappo: 4 – 9 mm.

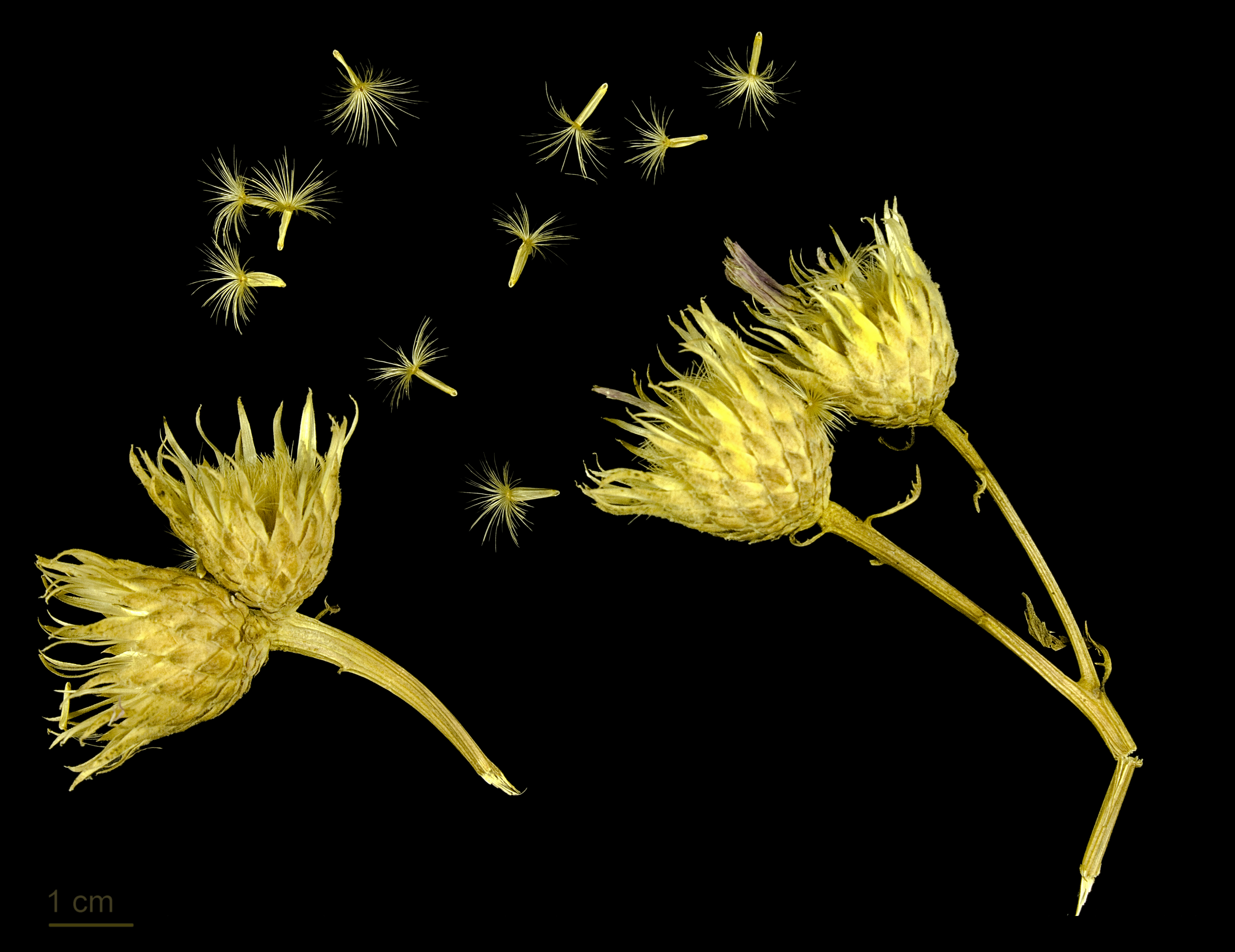
Serratula tinctoria - Museum specimen

## Biologia
- Impollinazione: l'impollinazione avviene tramite insetti (impollinazione entomogama) del tipo mosche e api.
- Riproduzione: la fecondazione avviene fondamentalmente tramite l'impollinazione dei fiori (vedi sopra).
- Dispersione: i semi cadendo a terra (dopo essere stati trasportati per alcuni metri dal vento per merito del pappo – disseminazione anemocora) sono successivamente dispersi soprattutto da insetti tipo formiche (disseminazione mirmecoria).

## Distribuzione e habitat
- Geoelemento: il tipo corologico (area di origine) è "Euro-Sibiberiano": un'area che comprende le zone fredde e temperato – fredde dell'Eurasia.
- Distribuzione: la distribuzione di queste piante è relativa all'Europa settentrionale e centrale (a latitudini più basse si trova solo in ambiente montano), all'Asia settentrionale e occidentale (Anatolia) e all'Africa settentrionale (Algeria montuosa). In Italia è una specie abbastanza comune soprattutto al nord nelle Alpi; un po' meno nella parte centrale e al sud della penisola.
- Habitat: l'habitat tipico per questa specie sono i boschi, i prati e le plaudi.
- Distribuzione altitudinale: dal piano fino a 1.600 m s.l.m..

### Fitosociologia
Per l'areale completo italiano Serratula tinctoria appartiene alla seguente comunità vegetale:
Macrotipologia: vegetazione delle praterie
Classe: Molinio-arrhenatheretea Tüxen, 1937
Ordine: Molinietalia caeruleae Koch, 1926
Alleanza: Molinion caeruleae Koch, 1926
Descrizione. L'alleanza Molinion caeruleae è relativa ai prati umidi non concimati frequentati soprattutto dalla specie Molinia caerulea. Questa cenosi si sviluppa in prevalenza su suoli da subacidi a neutro-alcalini, talora torbosi e soggetti a parziale inaridimento estivo. Distribuzione dell'alleanza: dall'Italia settentrionale fino in Calabria. L’alleanza è ampiamente distribuita nell’Europea temperata. Queste comunità sono delle praterie seminaturali che, in assenza di sfalcio, evolvono, in tempi anche brevi, in comunità legnose dominate dalle specie di betulle e faggete.
Specie presenti nell'associazione: Cirsium palustre, Molinia caerulea, Serratula tinctoria, Equisetum palustre, Potentilla erecta, Succisa pratensis, Valeriana dioica, Sanguisorba officinalis, Genista tinctoria, Valeriana officinalis, Carex pallescens, Carex panicea, Carex davalliana, Schoenus nigricans, Lathyrus pratensis, Festuca pratensis, Festuca nigrescens, Parnassia palustris, Briza media, Holcus lanatus, Juncus articulatus, Selinum carvifolia, Potentilla erecta, Stachys officinalis, Trifolium pratense, Trifolium dubium, Trifolium patens, Centaurea nigrescens, Ranunculus acris e Rumex acetosa.

## Tassonomia
La famiglia di appartenenza di questa voce (Asteraceae o Compositae, nomen conservandum) probabilmente originaria del Sud America, è la più numerosa del mondo vegetale, comprende oltre 23.000 specie distribuite su 1.535 generi, oppure 22.750 specie e 1.530 generi secondo altre fonti (una delle checklist più aggiornata elenca fino a 1.679 generi). La famiglia attualmente (2021) è divisa in 16 sottofamiglie.
La tribù Cardueae (della sottofamiglia Carduoideae) a sua volta è suddivisa in 12 sottotribù (la sottotribù Centaureinae è una di queste). Il genere Serratula contiene 4 specie, una delle quali (quella di questa voce) fa parte della flora spontanea italiana.

### Filogenesi
La classificazione della sottotribù Centaureinae rimane ancora problematica e piena di incertezze. Il genere della specie di questa voce appartiene al gruppo informale Serratula Group (o anche "Klasea Group") composto dai generi Klasea Cass e Serratula L. Il gruppo, nell'ambito della sottotribù Centaureinae e da un punto di vista filogenetico, si trova più o meno in una posizione centrale vicino al gruppo informale Rhaponticun Group.
Il numero cromosomico di  S. tinctoria  è: 2n = 22.

### Variabilità
La specie di questa voce è polimorfa. Questo comporta un elevato numero di individui variabili specialmente nella forma delle foglie (il botanico fiorentino Adriano Fiori (1865 - 1950) nei suoi trattati ne descrive diverse forme botaniche). Inoltre (raramente) si possono trovare piante con fiori tutti staminati (con soli stami) o pistillati (con soli stili) oppure con fiori bisessuali (normalmente la pianta è dioica). Il polimorfismo causa inoltre non pochi problemi di classificazione nel senso che delle entità che alcuni botanici considerano sottospecie, altri le considerano prive di valore tassonomico e quindi sinonimi nella specie di riferimento oppure le stesse entità vengono nominate diversamente. In effetti alcune checklist considerano presente nella flora spontanea italiana la sottospecie macrocephala (Bertol.) Wilczek & Schinz., mentre per altre il nome è monticola (Boreau) Berher; inoltre la varietà pinnata Kit. (descritta da Pignatti) attualmente è definita come sinonimo di  Serratula tinctoria  subsp. tinctoria.

La variabilità si manifesta soprattutto nella forma della lamina della foglia che si presenta in tre tipi fondamentali (tinctoria, macrocephala e pinnata – secondo Pignatti):
- a) la lamina è intera e rapidamente decrescente verso l'infiorescenza;
- b) le foglie basali sono pennatosette con 4 – 6 segmenti per lato; i segmenti laterali sono profondi da 1/3 a 3/5 della lamina; il segmento apicale ha una forma ovata ed largo 4 – 5 mm e lungo 8 – 11 mm; le foglie superiori in genere sono poco abbreviate e comunque sono più lunghe del rispettivo internodo;
- c) le foglie basali sono pennatosette con 4 – 8 segmenti per lato e un segmento apicale, tutti più o meno uguali fra di loro; le foglie superiori sono poco più brevi di quelle inferiori (in alcuni casi sono addirittura più lunghe).

Un'altra distinzione è possibile farla in base alle dimensioni dei capolini, distinzione supportata anche da dati fitogeografici nel senso che i tre tipi occupano areali diversi: la (a) è occidentale, la (b) è orientale e la (c) occupa oasi di rifugio al margine della catena alpina.

### Descrizione sottospecie italiane
In Italia allo stato spontaneo sono presenti due sottospecie con due varietà qui di seguito descritte.

#### Sottospecietinctoria
Nella "Flora d'Italia" in questa sottospecie sono descritte due varietà: tinctoria e pinnata.
Sottospecie tinctoria varietà tinctoria

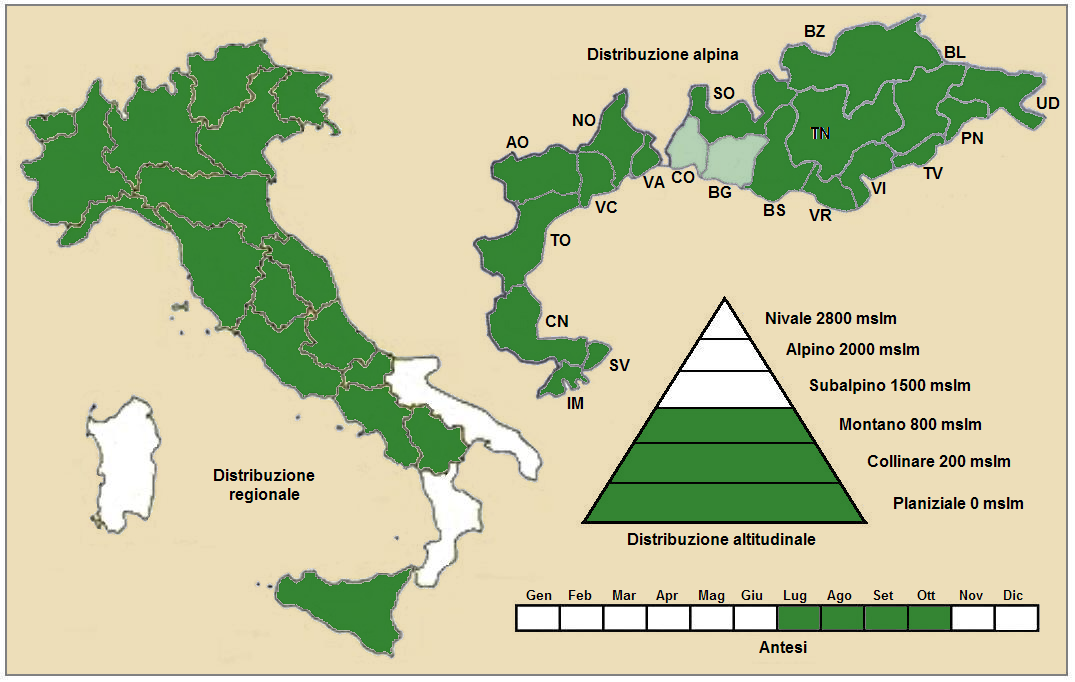
Distribuzione della subsp. tinctoria (Distribuzione regionale – Distribuzione alpina)

- Nome scientifico: Serratula tinctoria L. subsp. tinctoria var. tinctoria.
- Altezza: altezza media per questa sottospecie: 30 – 100 cm.
- Descrizione:

le foglie normalmente sono a lamina intera (massimo 3 elementi per lato minori dell'apice); quelle superiori sono lunghe pari all'internodo;
l'infiorescenza è formata da 9 – 15 capolini (massimo 30), tutti peduncolati e piccoli (diametro del capolino 4 – 7 mm);
diametro dell'involucro 4 mm;
le squame sono da 25 a 40 disposte in 4 – 5 serie, generalmente di colore verde (quelle maggiori sono larghe 1,2 – 1,3 mm);
lunghezza della corolla 9 – 10 mm; la corolla ha un diametro di 0,5 – 0,7 mm;
lunghezza del pappo 4 – 5 mm).
- Geoelemento: il tipo corologico (area di origine) è "Eurosiberiano".
- Distribuzione: in Italia è presente soprattutto nella pianura Padana (a occidente) e sugli Appennini. Sull'arco alpino è quasi ovunque presente sia entro i confini italiani che fuori. È presente inoltre su tutti gli altri rilievi europei (a parte le Alpi Dinariche e i Monti Balcani).
- Habitat: questa sottospcie si può trovare nei prati umidi (torbiere e paludi) o boschi radi (carpineti, quercieti, betuleti, castagneti); ma anche prati e pascoli igrofili (da umidi a bagnati) oppure arbusteti meso - termofili. Il substrato preferito è calcareo ma anche calcareo/siliceo con pH basico, bassi valori nutrizionali del terreno che deve essere umido.
- Distribuzione altitudinale: dal piano vegetazionale collinare a quello montano (oltre a quello planiziale).
- Fitosociologia: dal punto di vista fitosociologico questa sottospecie appartiene alla seguente comunità vegetale:

Formazione : Comunità delle macro e delle megaforbie terrestri
Classe: Molinio-Arrhenatheretea
Ordine: Molinietalia caeruleae
Alleanza: Molinion
Sottospecie tinctoria varietà pinnata
- Nome scientifico: Serratula tinctoria L. subsp. tinctoria var. pinnata Kit.
- Descrizione:

le foglie hanno un contorno pennatosetto con 4 - 6 coppie di segmenti per lato e un segmento apicale a forma ovata (dimensione del segmento apicale: larghezza 4 - 5 cm; lunghezza 8 - 11 cm);
le foglie superiori sono più lunghe dell'internodo;
le infiorescenze sono corimbose composte da capolini più grandi su lunghi rami;
il diametro dell'involucro è di 5 - 5,5 mm;
le squame (o brattee) sono 60 disposte in 5 – 7 serie, con la superficie screziata di purpureo;
le brattee inferiori sono acute, ma non mucronate; quelle maggiori misurano 1,5 x 10 mm;
la corolla è lunga 14 - 16 mm con una grossa fauce (1 mm di diametro);
il pappo è lungo 6 - 9 mm.
- Habitat: l'habitat preferito sono i luoghi montani e boschivi con terreno debolmente acidificato;
- Distribuzione: questa entità si trova nelle Alpi e nei rilievi Prealpini.

#### Sottospeciemacrocephala

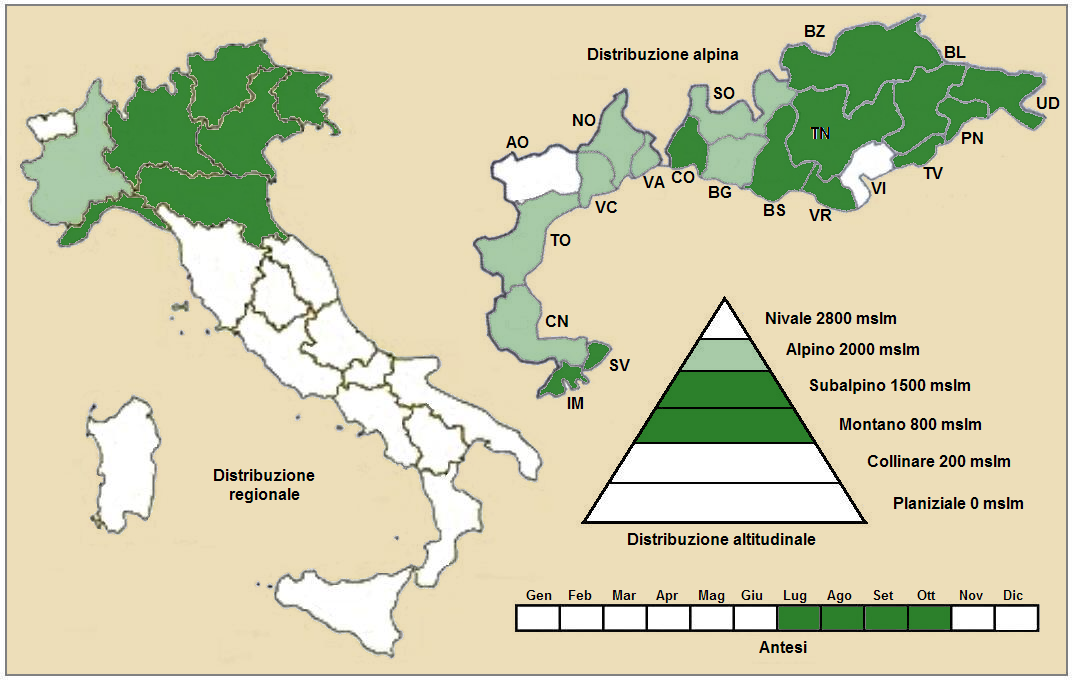
Distribuzione della sottospecie macrocephala (Distribuzione regionale – Distribuzione alpina)

- Nome scientifico: Serratula tinctoria L. subsp. macrocephala (Bertol.) Wilczek & Schinz.
- Basionimo: Serratula monticola Boreau, 1857
- Altezza: altezza media per questa sottospecie: 10 – 40 cm.
- Descrizione:

le foglie sono pennatosette con 4 - 8 segmenti laterali (rispetto alla sottospecie tinctoria la lamina è lobata in maggiore profondità e con lobi più grandi) e un segmento apicale; tutti i segmenti sono più o meno uguali tra loro;
le foglie superiori sono allungate (più lunghe dell'internodo);
i capolini, più grandi, sono 2 – 4 per infiorescenza e sono subsessili; sono inoltre tutti vicini all'apice del fusto;
l'involucro ha un diametro di 8 – 10 mm;
le squame (brattee) sono circa 60 disposte su 4 – 5 serie e sono screziate di purpureo e sono più scure;
le brattee inferiori hanno una forma ovata e sono mucronate;
le brattee maggiori misurano 2,5 mm di larghezza e 9 mm di lunghezza;
il diametro della corolla è di 1,5 mm ed è lunga 14 – 16 mm.
- Geoelemento: il tipo corologico (area di origine) è "Orofita – Sud Europeo".
- Distribuzione: in Italia è una sottospecie che vive solo a quote relativamente alte soprattutto nelle Alpi orientali. Mentre all'estero (sempre nelle Alpi) si trova in Francia (dipartimenti di Alpes-de-Haute-Provence, Hautes-Alpes, Savoia e Alta Savoia), in Svizzera (cantoni Vallese e Ticino), in Austria (Länder della Carinzia) e in Slovenia. Sugli altri rilievi europei si trova nei Vosgi, Massiccio del Giura, Massiccio Centrale e Pirenei.
- Habitat: questa sottospecie si può trovare nelle praterie rase sub-alpine o alpine o nelle boscaglie di pini montani. Il substrato preferito è calcareo ma anche calcareo/siliceo con pH basico, medi valori nutrizionali del terreno che deve essere mediamente umido.
- Distribuzione altitudinale: dal piano vegetazionale montano a quello subalpino e in parte quello alpino.
- Fitosociologia: dal punto di vista fitosociologico questa sottospecie appartiene alla seguente comunità vegetale:

Formazione : Comunità delle praterie rase dei piani subalpino e alpino con dominanza di emicriptofite
Classe: Elyno – Seslerietea variae
Ordine: Seslerietea variae
Alleanza: Caricion ferrugineae

#### Altre sottospecie/varietà
Oltre alle entità indicate sopra, per la Serratula tinctoria sono riconosciute anche altre sottospecie/varietà:
- var. pontina Breg. - Distribuzione: Italia Centrale (taxon dubbio).
- subsp. seoanei  (Willk.) M. Laínz - Distribuzione: Francia, Spagna e Portogallo.

### Ibridi
Le popolazioni della sottospecie Serratula tinctoria subsp. tinctoria e della sottospecie Serratula tinctoria subsp. macrocephala facilmente si trovano a contatto in quanto almeno in parte frequentano gli stessi habitat e le medesime aree; in questo caso si formano degli ibridi di aspetto intermedio che rendono difficile qualunque classificazione. La varietà descritta da Pignatti nella ”Flora d'Italia” , Serratula tinctoria subsp. tinctoria var. pinnata Kit., avendo dei caratteri intermedi tra le due sottospecie descritte sopra, e non essendo stata riconosciuta dalle attuali checklist, rientra senz'altro fra gli ibridi intraspecifici di questa specie.

### Sinonimi
Serratula tinctoria, in altri testi, può essere chiamata con nomi diversi. L'elenco che segue indica alcuni tra i sinonimi più frequenti:

- Carduus argutus Sweet
- Carduus tinctorius Scop.
- Centaurea tinctoria
- Serratula inermis Gilib.
- Serratula inermis Poir.
- Serratula monticola Boreau, 1857 (sinonimo della sottospecie macrocephala)
- Serratula tinctoria subsp. monticola (Boreau) Berher (sinonimo della sottospecie macrocephala)
- Serratula tinctoria subsp. tinctoria var.  tinctoria  (sinonimo della sottospecie tinctoria)
- Serratula tinctoria var. alpina  Briq. & Cavill. in Burnat  (sinonimo della sottospecie macrocephala)
- Serratula tinctoria var. lancifolia sensu Fiori (sinonimo della sottospecie tinctoria)
- Serratula tinctoria var. lancifolia sensu Hegi (sinonimo della sottospecie tinctoria)
- Serratula tinctoria var. huteri Fiori (sinonimo della sottospecie macrocephala)
- Serratula tinctoria var. macrocephala sensu Hegi (sinonimo della sottospecie macrocephala)
- Serratula tinctoria var. pinnata sensu Fiori (sinonimo della sottospecie tinctoria)
- Serratula tinctoria var. pinnata sensu Hegi (sinonimo della sottospecie tinctoria)
- Serratula tinctoria var. praealta sensu Fiori (sinonimo della sottospecie tinctoria)
- Serratula tinctoria var. vulpii Fiori (sinonimo della sottospecie macrocephala)
- Serratula tinctoria var. vulgaris Briq. & Cavill. in Burnat (sinonimo della sottospecie tinctoria)

## Usi

### Farmacia
Secondo la medicina popolare la Cerretta comune ha le seguenti proprietà curative: astringente (limita la secrezione dei liquidi) e vulneraria (guarisce le ferite).

### Cucina
In alcune zone si usano le giovani foglie cotte.

### Industria
Da questa pianta (precisamente la sottospecie Serratula tinctoria subsp. tinctoria) l'industria ricava dei coloranti:  il colore giallo. Questo viene prodotto da tutta la pianta che si deve raccogliere prima della fioritura. Il colore che si ottiene è molto solido per la presenza di pigmenti appartenente al gruppo dei flavonoidi e viene utilizzato nell'industria tessile (filati di lana, cotone e lino) Questa tintura per renderla più durevole si usa mescolarla ad allume come mordente. Comunque i gialli che si ricavano da queste piante sono unanimemente giudicati come i migliori (stabili e solidi) considerando anche piante da tintura come le Ginestre.

### Giardinaggio
La coltivazione della Serratula tinctoria deve avvenire in un luogo soleggiato. Queste piante in genere non temono il freddo e quindi possono essere coltivate all'aperto; eventualmente in caso di inverni con temperature decisamente rigide è bene ricoprire i fusti con paglia secca o altro simile. Se si vuole riprodurre le piante a mezzo seme, essendo i fiori dioici, si devono coltivare sia le pianti maschili che femminili.

## Altre notizie
Gli inglesi chiamano queste piante con il nome di: Saw-wort; i tedeschi le chiamano: Gewöhnliche Färber-Scharte; i francesi le chiamano: Serratule des teinturiers

## Galleria d'immagini

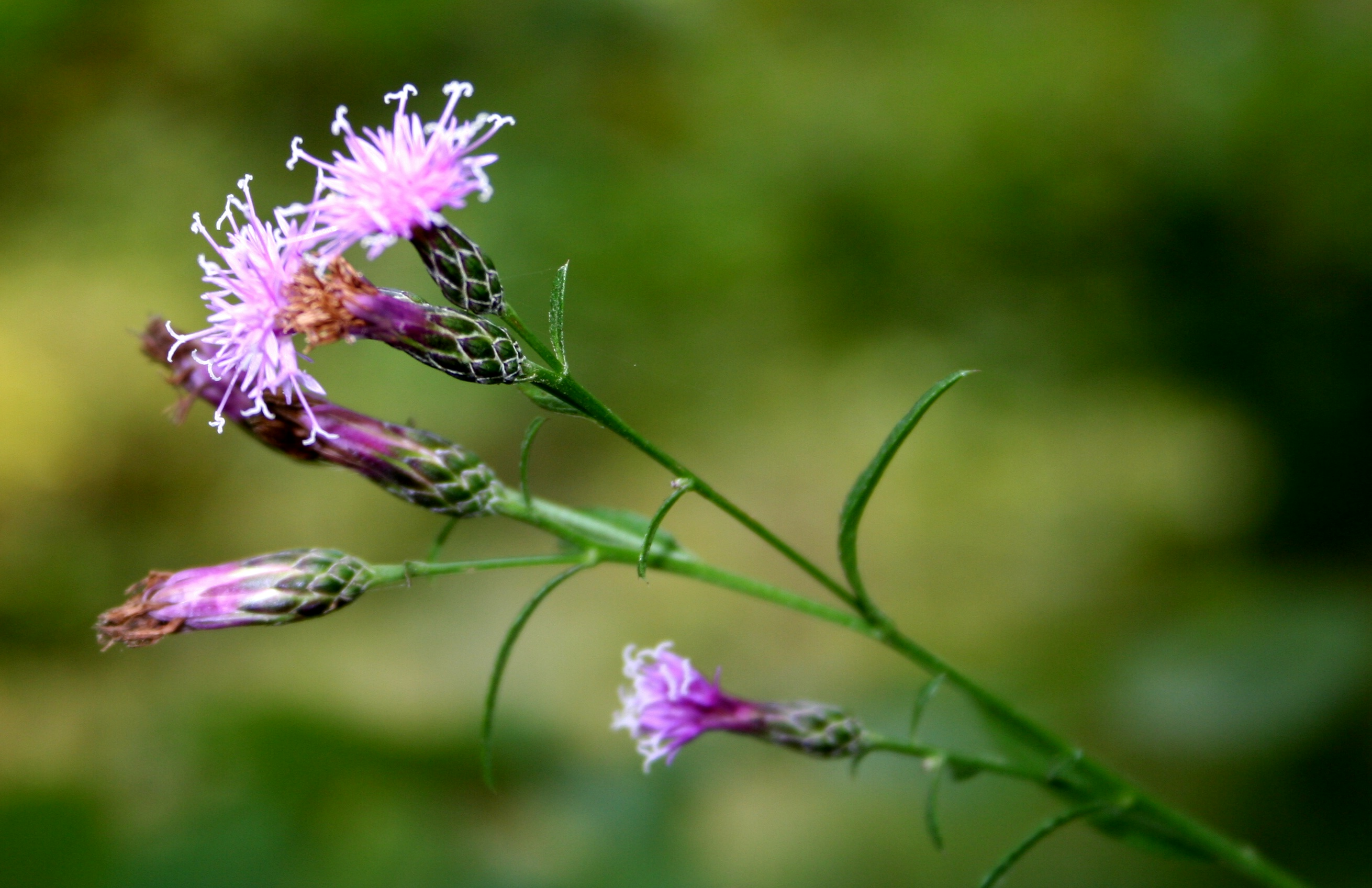
Località: Val Piana, Limana (BL), 850 m s.l.m.- Ottobre 2006
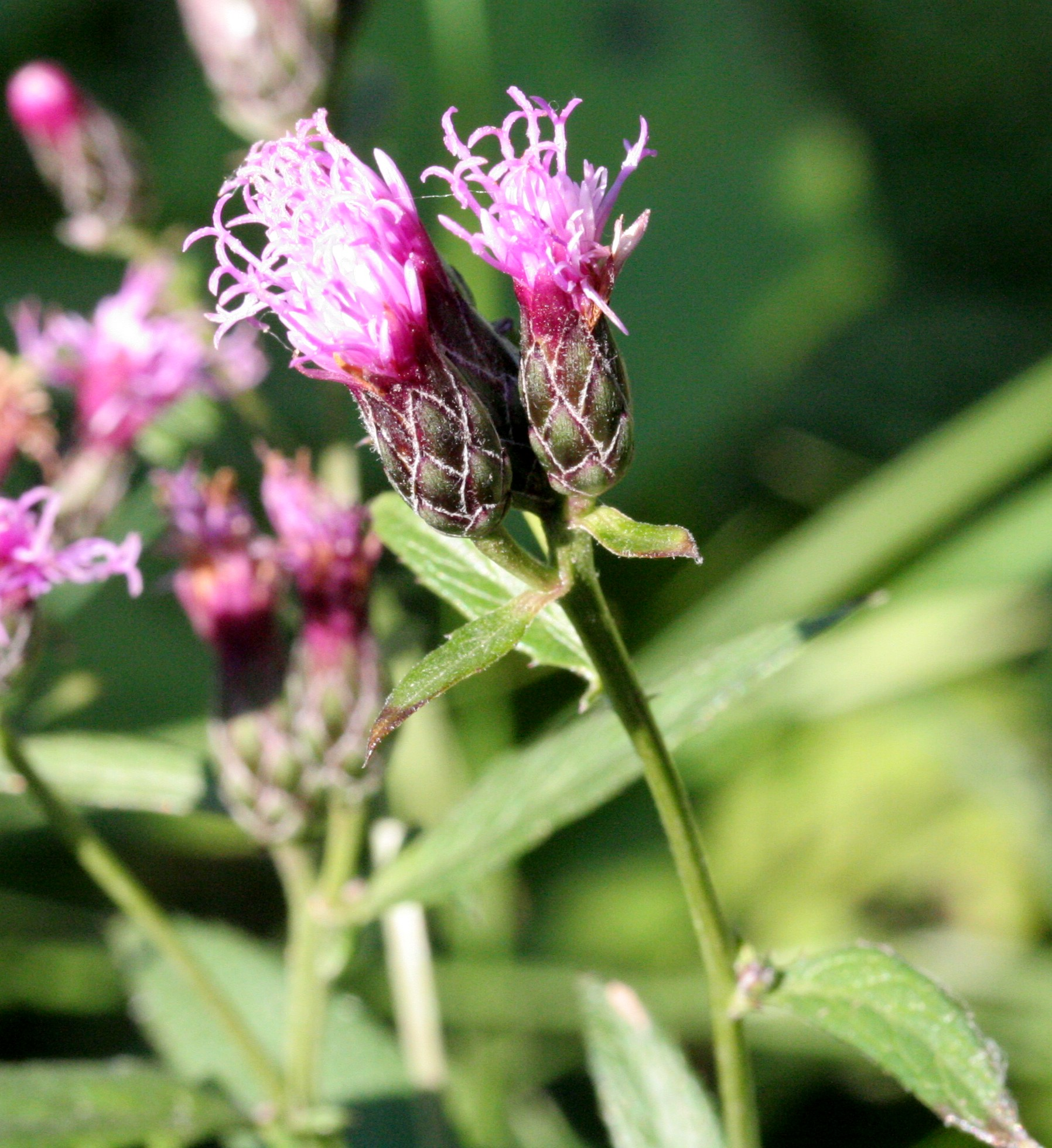
Località: Val Piana, Limana (BL), 850 m s.l.m.- Ottobre 2008
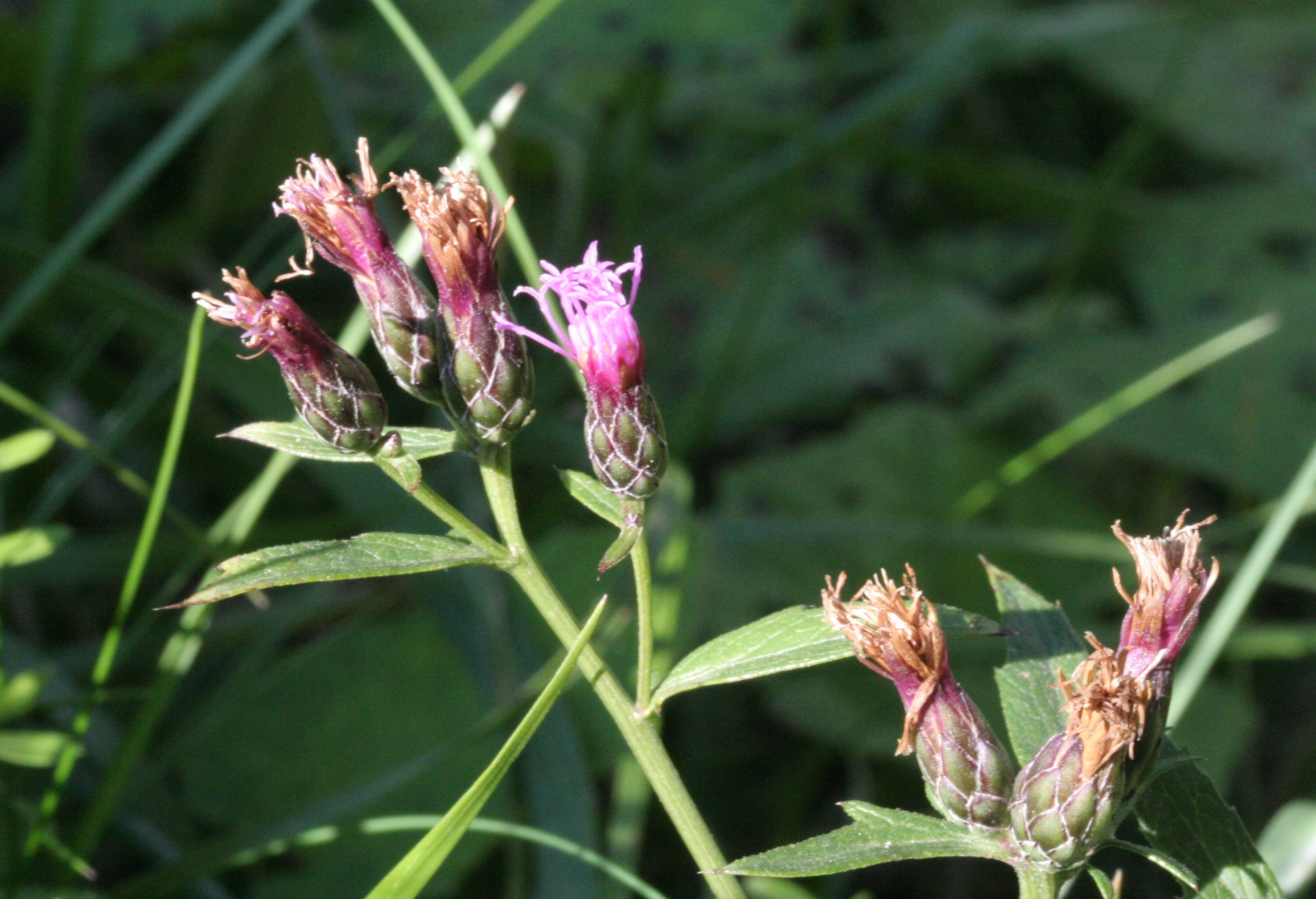
Località: Val Piana, Limana (BL), 850 m s.l.m.- Ottobre 2008
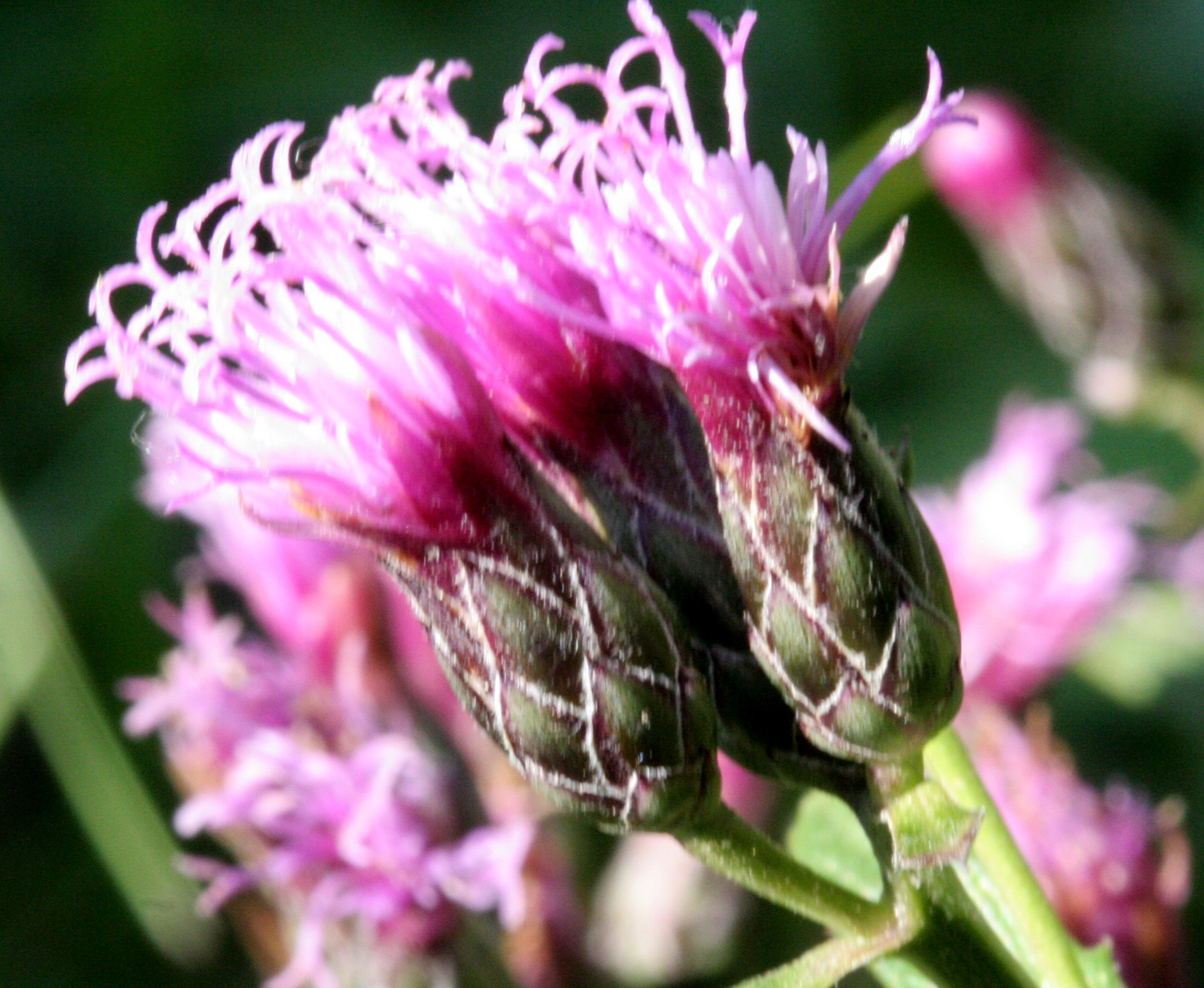
Località: Val Piana, Limana (BL), 850 m s.l.m.- Ottobre 2008